# Walter Lemon
Walter Lemon Jr (ur. 26 lipca 1992 w Chicago) – amerykański koszykarz, występujący na pozycji rozgrywającego, obecnie zawodnik Hapoelu SP Tel Awiw.
25 lipca 2018 podpisał umowę z Boston Celtics na występy zarówno w NBA, jak i zespole G-League - Maine Red Claws. 29 listopada opuścił klub bez rozegrania w barwach Celtics ani jednego spotkania.
29 marca 2019 zawarł kontrakt do końca sezonu z Chicago Bulls. 6 lipca 2019 opuścił klub. 
15 sierpnia 2020 został zawodnikiem izraelskiego Hapoelu SP Tel Awiw. 

## Osiągnięcia
Stan na 15 sierpnia 2020, na podstawie, o ile nie zaznaczono inaczej.
NCAA
- Sportowiec roku konferencji Missouri Valley (MVC) – MVC Scholar-Athlete of the Year (2014)
- Zaliczony do:
  - I składu:
    - defensywnego MVC (2013, 2014)
    - zawodników, którzy poczynili największy postęp w konferencji MVC (2012, 2013)

  - II składu All-MVC (2013, 2014)
  - składu MVC Honor Roll (2014)
- Lider MVC w[7]:
  - średniej przechwytów (2,4 – 2014)
  - liczbie:
    - oddanych rzutów za 2 punkty (395 – 2014)
    - strat (2012–2014)
- Uczestnik konkursu wsadów NCAA (2014)[8]

Indywidualne
- Zaliczony do:
  - II składu G-League (2019)[9]
  - III składu G-League (2018)[10]
  - składu Midseason All-NBA G League Eastern Conference (2018)
- Uczestnik konkursu wsadów D-League (2016)
- Zawodnik miesiąca (listopad 2017)